# 11240 Piso
11240 Piso è un asteroide della fascia principale. Scoperto nel 1960, presenta un'orbita caratterizzata da un semiasse maggiore pari a 2,2363336 UA e da un'eccentricità di 0,1106588, inclinata di 4,35038° rispetto all'eclittica.